# Krbuljica
Krbuljica (лат. Anthriscus cerefolium) je jednogodišnja biljka koja potiče iz Azije i južne Evrope. Latinski naziv joj je Anthriscus cerefolium.
Vreme cvetanja joj je od maja do jula mada zavisi od staništa i vremenskih uslova. Kultivisana je rano, može se naći u prirodi kao samonikla, ali se često nalazi i po baštama u kojima se gaji. Bere se cela biljka u vreme cvetanja, a ponekad i seme. Suši se u hladovini, a nakon sušenja biljke je potrebno iseći i spremiti u dobro zatvorene staklene posude (nikako se ne treba čuvati u limenim posudama).

## Opis biljke
Pripada porodici Apiaceae, krbuljica je poreklom iz Kavkaza, ali se proširila velikim delom Evrope zahvaljujući Rimljanima.
Krbuljica je jednogodišnja biljka sa listovima svetlozelene boje, dvostruko do četvorostruko perasti, sa gornje strane goli, a sa donje po nervaturi lista i lisnoj peteljci čekinjasto dlakavi. 
Stabljika joj je okrugla, 30 do 70 cm visoka, vrlo nežno uzdužno naborana, na člancima ima nežne, pahuljaste bele dlake, inače je gola. Koren biljke je beo, vretenast i tanak. 
Cvet je štitastog oblika, gotovo sedeći, a cvetići u štitu su mali i beli. Iz cvetova se u avgustu i septembru razvijaju plodovi. 
Čitava biljka ima slatko-aromatičan miris koji se kod sušenja gotovo sasvim izgubi. Miris i ukus su topli, slični peršunu, a pomalo i anisu. Voli sunčane položaje.

## Upotreba

### U lekovite svrhe
Krbuljica je ranije bila veoma cenjena lekovita biljka, ali pala je u zaborav još pre nego što je moderna biohemija istražila njene vrednosti. Danas se koristi samo u narodnoj medicini smirivanjem infekcija prilikom uboda insekata ili čak čišćenjem ranica na koži.
Bere se čitava biljka u cvatu a ponekad i seme. I Seme i biljka se suše u hladu, a posle sušenja biljku treba iseći i staviti u dobro zatvorene staklene posude, dok seme treba čuvati u tamnim posudama (ne u limenim).
Krbuljica deluje lagano nadražujuće i podstiče izlučivanje mokraće. Sveže isceđen sok primenjuje se ili sam ili pomešan sa sokom maslačka ili hajdučke trave sa biljnim sokom protiv tuberkuloze pluća, vodene bolesti kao i za čišćenje krvi. Taj sok se takođe koristi i protiv ekcema, apscesa i čvorova.
Listovi krbuljice su bogati vitaminom C, jodom i mineralnim solima, ali se kuvanjem njihova aroma gubi. Treba ih koristiti sveže. Čaj od krbuljice je jako dobar tonik za masnu kožu ali isto tako je odličan za ispiranje očiju od kouktivitisa.
Šumska krbuljica doduše ima slabiji lekoviti efekat i uz to neprijatan miris i ukus. Koren šumske krbuljice se ne sme upotrebljavati za jelo zbog izazivanja glavobolje i osećaja umora.

### U ishrani
U ishrani krbuljica se koristi kao začin. Na ukus najviše utiče eterično ulje kojeg u svežoj biljci ima oko 0,03%, dok ga u plodovima ima oko 0,9%. Osim eteričnog ulja biljka sadrži i gorke materije, karoten, vitamin C, glikozide i relativno dosta gvožđa i magnezijuma.
Obavezan je sastojak mešavine začina fines herbes. Naseckani listovi u izobilju se dodaju salatama, supama, povrću, piletini, ribi i jelima s jajima. Stavlja se pri kraju kuvanja jer brzo gubi aromu. Krbuljicom se začinjava namaz od maslaca i svežeg kravljeg sira, često u zameni za peršun Koristi se i sušeno, usitnjeno lišće. Začinske osobine sušene krbuljice su slabe.

## Spoljašnje veze
Mediji vezani za članak Krbuljica na Vikimedijinoj ostavi

- Lekovitost Krbuljice Архивирано на веб-сајту  (3. фебруар 2017)
- Krbuljica kao začin
- Krbuljica
- Lekovita biljka